# Појана Галдеј (Алба)
Појана Галдеј (рум. Poiana Galdei) насеље је у Румунији у округу Алба у општини Галда де Жос. Општина се налази на надморској висини од 402 m.

## Становништво
Према подацима из 2002. године у насељу је живело 158 становника, од којих су сви румунске националности.